# 凯胡德
凯胡德是德国石勒苏益格－荷尔斯泰因州的一个市镇。总面积5.25平方公里，总人口1120人，其中男性557人，女性563人（2011年12月31日），人口密度213人/平方公里。